# Ziua Constituției (Danemarca)
Ziua Constituției (daneză Grundlovsdag) este sărbătorită în Danemarca la 5 iunie. Ziua onorează Constituția daneză, deoarece atât prima constituție din 1849, cât și constituția actuală din 1953 au fost semnate la această dată a anilor respectivi . Danemarca este una dintre doar câteva țări din lume care nu au o zi națională oficială, dar Ziua Constituției este uneori considerată echivalentul unei astfel de zile. De asemenea, este considerată o zi de sărbătorire a democrației daneze.